# Xylena
Xylena là một chi bướm đêm thuộc họ Noctuidae.

## Các loài
- Xylena apicimacula Yoshimoto, 1993
- Xylena brucei (Smith, 1892)
- Xylena buckwelli Rungs, 1952
- Xylena changi Horie, 1993
- Xylena cineritia (Grote, 1874)
- Xylena confusa Kononenko & Ronkay, 1998
- Xylena curvimacula (Morrison, 1874)
- Xylena exsoleta – Sword-Grass (Linnaeus, 1758)
- Xylena formosa (Butler, 1878)
- Xylena fumosa (Butler, 1878)
- Xylena lunifera (Warren, 1010)
- Xylena nepalina Yoshimoto, 1993
- Xylena nihonica (Hoene, 1917)
- Xylena nupera (Lintner, 1874)
- Xylena cây mậnbeopaca Hreblay & Ronkay, 2000
- Xylena sugii Kobayashi, 1993
- Xylena tanabei Owada, 1993
- Xylena tatajiana Chang, 1991
- Xylena thoracica (Putnam-Cramer, 1886)
- Xylena vetusta – Red Sword-Grass (Hübner, [1813])

## Hình ảnh

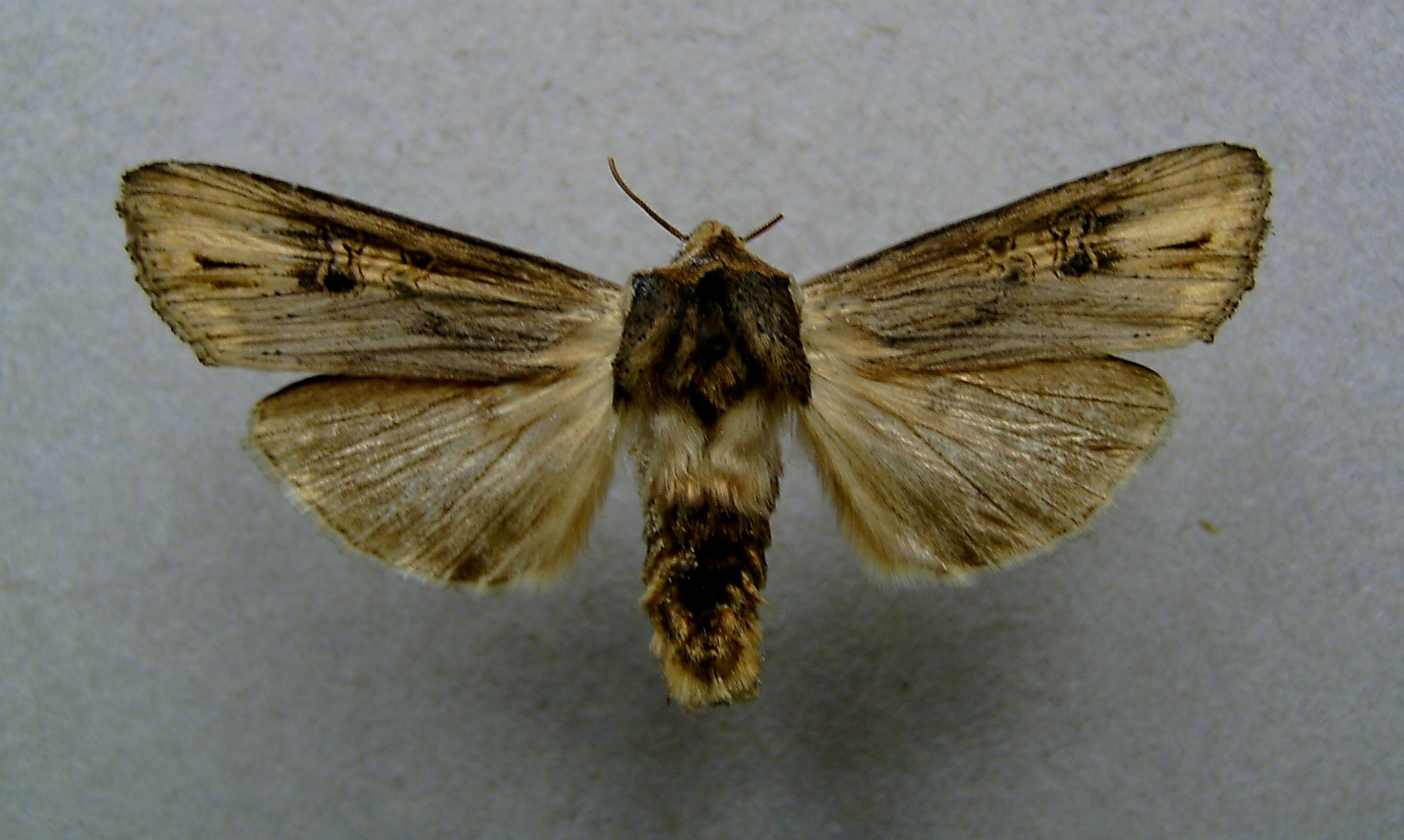
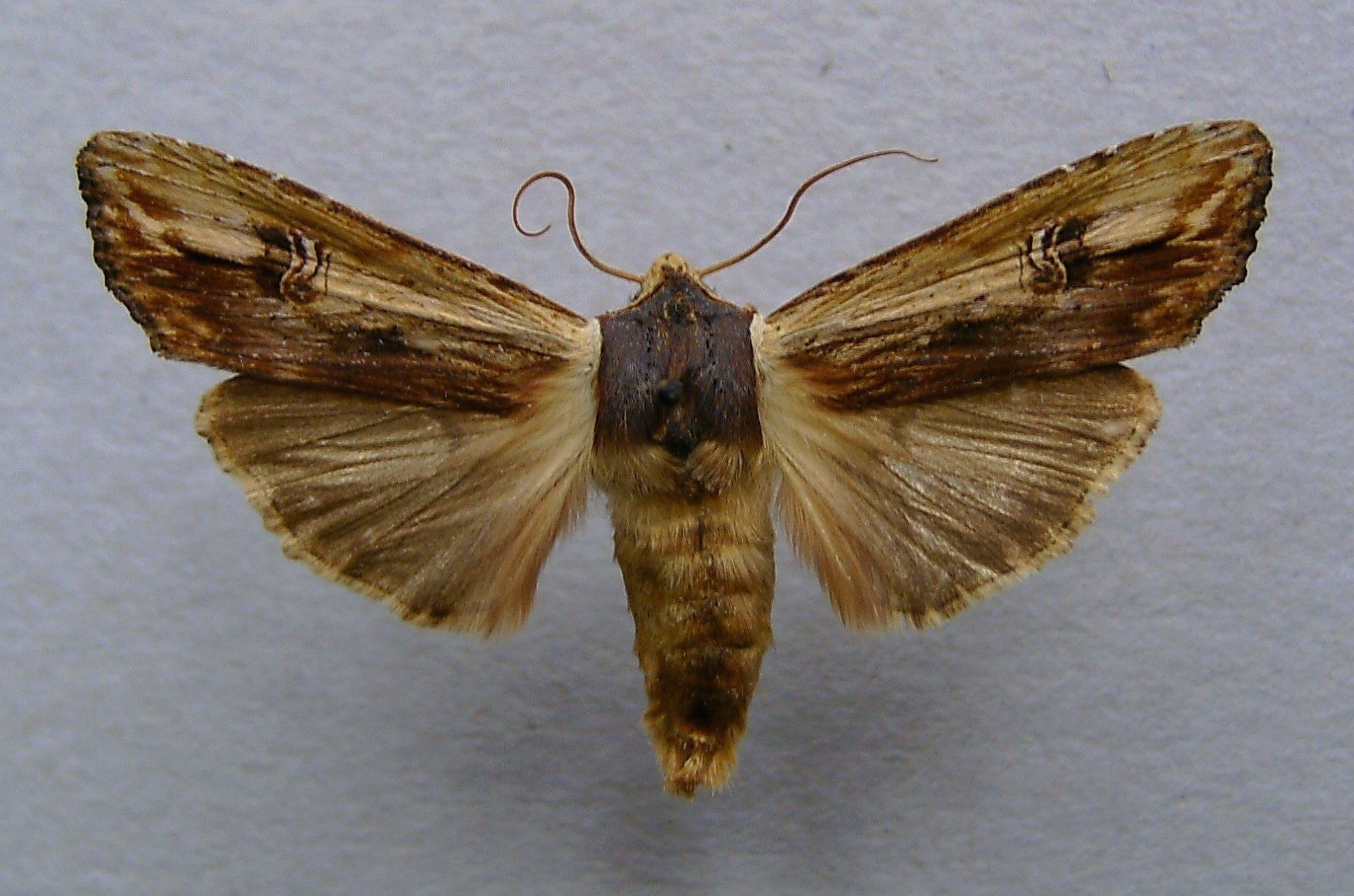